# Campeonato Mundial Femenino de Ajedrez 1978
El 20º Campeonato mundial femenino de ajedrez se desarrolló entre agosto y octubre de 1978 en Tiflis. Esta edición enfrentó por tercera vez consecutiva a la campeona Nona Gaprindashvili contra Maia Chiburdanidze, ganadora del Torneo de candidatas. en esta ocasión, la joven de 17 años Chiburdanidze venció a su oponente para convertirse en la campeona mundial más joven de la historia hasta entonces.

## Torneo de Candidatas
El Torneo de Candidatas se desarrolló entre abril de 1977 y enero de 1978 a lo largo de distintas ciudades. Participaron las tres primeras de los interzonales desarrollados en Tiflis y Roosendaal en 1976, además de Nana Alexandria y Irina Levitina, quienes clasificaron directamente por haber sido las finalistas del Torneo de Candidatas anterior.
|  | Cuartos de final      | Cuartos de final |                     |                    | Semifinales | Semifinales |  |                    | Final | Final |  |
|  |                       |                  |                     |                    |             |             |  |                    |       |       |  |
|  |                       |                  |                     |                    |             |             |  |                    |       |       |  |
|  | Maia Chiburdanidze    | 5½               |                     |                    |             |             |  |                    |       |       |  |
|  | Maia Chiburdanidze    | 5½               |                     |                    |             |             |  |                    |       |       |  |
|  | Nana Alexandria       | 4½               |                     |                    |             |             |  |                    |       |       |  |
|  | Nana Alexandria       | 4½               |                     | Maia Chiburdanidze | 6½          |             |  |                    |       |       |  |
|  |                       |                  |                     | Maia Chiburdanidze | 6½          |             |  |                    |       |       |  |
|  |                       |                  | Elena Akhmilovskaya | 5½                 |             |             |  |                    |       |       |  |
|  | Elena Akhmilovskaya   | 6½               | Elena Akhmilovskaya | 5½                 |             |             |  |                    |       |       |  |
|  | Elena Akhmilovskaya   | 6½               |                     |                    |             |             |  |                    |       |       |  |
|  | Tatiana Lemachko      | 5½               |                     |                    |             |             |  |                    |       |       |  |
|  | Tatiana Lemachko      | 5½               |                     |                    |             |             |  | Maia Chiburdanidze | 7½    |       |  |
|  |                       |                  |                     |                    |             |             |  | Maia Chiburdanidze | 7½    |       |  |
|  |                       |                  | Ala Kashnir         | 6½                 |             |             |  |                    |       |       |  |
|  | Ala Kushnir           | 6                | Ala Kashnir         | 6½                 |             |             |  |                    |       |       |  |
|  | Ala Kushnir           | 6                |                     |                    |             |             |  |                    |       |       |  |
|  | Irina Levitina        | 3                |                     |                    |             |             |  |                    |       |       |  |
|  | Irina Levitina        | 3                |                     | Ala Kashnir        | 6½          |             |  |                    |       |       |  |
|  |                       |                  |                     | Ala Kashnir        | 6½          |             |  |                    |       |       |  |
|  |                       |                  | Elena Fatalibekova  | 3½                 |             |             |  |                    |       |       |  |
|  | Elena Fatalibekova    | 6                | Elena Fatalibekova  | 3½                 |             |             |  |                    |       |       |  |
|  | Elena Fatalibekova    | 6                |                     |                    |             |             |  |                    |       |       |  |
|  | Valentina Kozlovskaya | 2                |                     |                    |             |             |  |                    |       |       |  |
|  | Valentina Kozlovskaya | 2                |                     |                    |             |             |  |                    |       |       |  |
|  |                       |                  |                     |                    |             |             |  |                    |       |       |  |

## Gaprindashvili vs Chiburdanize
El Campeonato del mundo se disputó mediante un encuentro a 16 partidas donde la primera jugadora en obtener 8½ puntos sería consagrada campeona. 
|                     | 1 | 2 | 3 | 4 | 5 | 6 | 7 | 8 | 9 | 10 | 11 | 12 | 13 | 14 | 15 | 16 | Total |
| ------------------- | - | - | - | - | - | - | - | - | - | -- | -- | -- | -- | -- | -- | -- | ----- |
| Maia Chiburdanidze  | ½ | ½ | ½ | 1 | 1 | ½ | 0 | ½ | 1 | ½  | 0  | ½  | 1  | ½  | ½  |    | 8½    |
| Nona Gaprindashvili | ½ | ½ | ½ | 0 | 0 | ½ | 1 | ½ | 0 | ½  | 1  | ½  | 0  | ½  | ½  |    | 6½    |